# Ekoumdoum
 (octobre 2016).
Si vous disposez d'ouvrages ou d'articles de référence ou si vous connaissez des sites web de qualité traitant du thème abordé ici, merci de compléter l'article en donnant les références utiles à sa vérifiabilité et en les liant à la section « Notes et références ».
Ekoumdoum est un village de l'arrondissement (commune) d'Akono, département de la Méfou-et-Akono dans la région du Centre au Cameroun.

## Population et société
En 1965, la population d'Ekoumdoum était de 210 habitants. Ekoumdoum comptait 229 habitants lors du dernier recensement de 2005. La population est constituée pour l’essentiel d'Ewondo.
Son Chef de village s'appelle Onguene Ngak (Ndoumba). Les populations sont jeunes, de la tribu Mvog-Effa, appelée communément les Mvog-Onguene. Il existe des sous-tribus Mvog Onambélé, (Onambélé Mbazoa, Essono Edzougna) Mvog Etoundi Onguene (Mvog Onguene Etoundi, Mvog Atangana Mballa, Mvog Tamba, Obolo Messi Meya, Mvog Etoundi mongo…) Mvog Enyengue. Le village Ekoumdoum est limitrophe des Eléga de fegmimbang.[réf. nécessaire]
Dans la chefferie traditionnelle, trône le patriarche Onambélé Aloys secondé par Amougui Etienne. Ekoumdou est arrosé par le fleuve Akono, Negbeu, Ndzomze, Fegmimbang. Les populations se nourrissent du poisson d'eau douce, du gibier et surtout des feuilles de manioc arrosées du lait des noix de palme (Pkem).[réf. nécessaire]
La culture du cacao se pratique de génération en génération.